# Kenichi Kuroyama
Kenichi Kuroyama (japonès: 黒山健一)  (prefectura de Hyōgo, 24 de juliol de 1978) és un antic pilot professional de trial japonès. De ben petit va començar a triomfar en el trialsín, guanyant-ne 4 Campionats del Món entre 1987 i 1990. Un cop passat a la motocicleta, des de mitjan anys 90 ha estat un dels competidors destacats del Campionat del Món de trial, havent-hi quedant entre els 10 primers classificats gairebé cada any entre 1995 i el 2005. Entre altres èxits, el 1995 fou Subcampió d'Europa de trial. A banda, ha estat Campió del Japó 11 anys (1996 a 1997, 2002 a 2006, 2008 a 2009 i 2011 a 2012).
Des del 2006 competí només al Japó, disputant-hi cada any el GP de trial puntuable per al Campionat del Món.

## Palmarès

### Trialsín
| Any          | Categoria    | C. del Món |
| ------------ | ------------ | ---------- |
| 1987         | Poussin      | 1r         |
| 1988         | Poussin      | 1r         |
| 1989         | Benjamin     | 1r         |
| 1990         | Benjamin     | 1r         |
| Total títols | Total títols | 4          |

### Trial
| Any          | Motocicleta  | C. del Món outdoor | C. del Món indoor | Campionat del Japó |
| ------------ | ------------ | ------------------ | ----------------- | ------------------ |
| 1995         | Beta         | 10è                | -                 |                    |
| 1996         | Beta         | 4t                 | 11è               | 1r                 |
| 1997         | Beta         | 3r                 | -                 | 1r                 |
| 1998         | Beta         | 3r                 | 9è                |                    |
| 1999         | Beta         | 11è                | -                 |                    |
| 2000         | Beta         | 5è                 | -                 |                    |
| 2001         | Beta         | 9è                 | -                 |                    |
| 2002         | Beta         | 8è                 | -                 | 1r                 |
| 2003         | Beta         | 6è                 | -                 | 1r                 |
| 2004         | Beta         | 7è                 | -                 | 1r                 |
| 2005         | Beta         | 8è                 | -                 | 1r                 |
| 2006         | Scorpa       | 13è                | -                 | 1r                 |
| 2007         | Yamaha       | 18è                | -                 |                    |
| 2008         | Yamaha       | 15è                | -                 | 1r                 |
| 2009         | Yamaha       | 12è                | -                 | 1r                 |
| 2010         | Yamaha       | 14è                | -                 |                    |
| 2011         | Yamaha       | 12è                | -                 | 1r                 |
| 2012         | Yamaha       | 17è                | -                 | 1r                 |
| 2013         | Yamaha       | 17è                | -                 |                    |
| 2014         | Yamaha       | 17è                | -                 |                    |
| 2015         | Yamaha       | 17è                | -                 |                    |
| 2016         | Yamaha       | 18è                | -                 |                    |
| 2017         | Yamaha       | 17è                | -                 |                    |
| 2018         | Yamaha       | 15è                | -                 |                    |
| 2019         | Yamaha       | 16è                | -                 |                    |
| Total títols | Total títols | 0                  | 0                 | 11                 |

1. ↑  Al total de títols s'hi compten tots els campionats estatals o internacionals guanyats, incloent-hi el TDN